# Linea brachyura
Die Linea brachyura (Synonym Pleurallinie) ist eine Linie im Außenskelett von Krabben, die bei den Dromioidea und den meisten Eubrachyura ausgebildet ist. Sie gehört zu den sogenannten Häutungslinien oder -nähten, also jenen Strukturen entlang denen der Panzer bei der Häutung aufbricht. Hier ist der Panzer weniger stark verknöchert, so dass sich diese Linie etwas heller und durchsichtiger vom übrigen Panzer absetzt. Die Linea brachyura verläuft am Seiten- oder den Bauchrändern des Carapax zum Pterygostom (vorn-seitlicher Abschnitt der Bauchfläche des Carapax, der an die Mundhöhle grenzt) und den Augenhöhlen.
Bei den Homolodromiidae gibt es keine klare Häutungslinie, aber es gibt ein großes, schwach kalzifiziertes Gebiet im Bereich des Branchiostegit. Es ist unklar, wie der Häutungsmechanismus bei diesen Krabben abläuft. Bei den Homoloidea wird die Häutungslinie als Linea homolica bezeichnet, liegt rückenseitig auf beiden Seiten des Carapax und erstreckt sich längs über den gesamten Carapax. Bei den Langbeinkrabben (Latreilliidae) ist sie nur partiell im vorderen Teil des Carapax ausgebildet und verläuft an den Seiten. Die ebenfalls zu den Homoloidea gehörenden Poupiniidae haben gar keine Häutungslinie.